# Maurice Crick
Maurice Jules Auguste Félix Crick (Asse, 18 juni 1879 - Brussel, 29 januari 1946) was een Belgisch volksvertegenwoordiger.

## Levensloop
Crick werd notaris in Asse, waar hij ook gedurende enkele maanden in 1921 gemeenteraadslid was.
In 1912 werd hij verkozen tot liberaal volksvertegenwoordiger voor het arrondissement Brussel, een mandaat dat hij uitoefende tot in 1925. Van 1919 tot 1925 was hij secretaris van de Kamer.
Crick was bibliofiel en bezat een uitgebreide bibliotheek, die in 1959 in de verkoopzaal Drouot in Parijs werd geveild. Boeken met zijn ex libris komen regelmatig op de boekenmarkt tevoorschijn.